# Лінія електропередачі

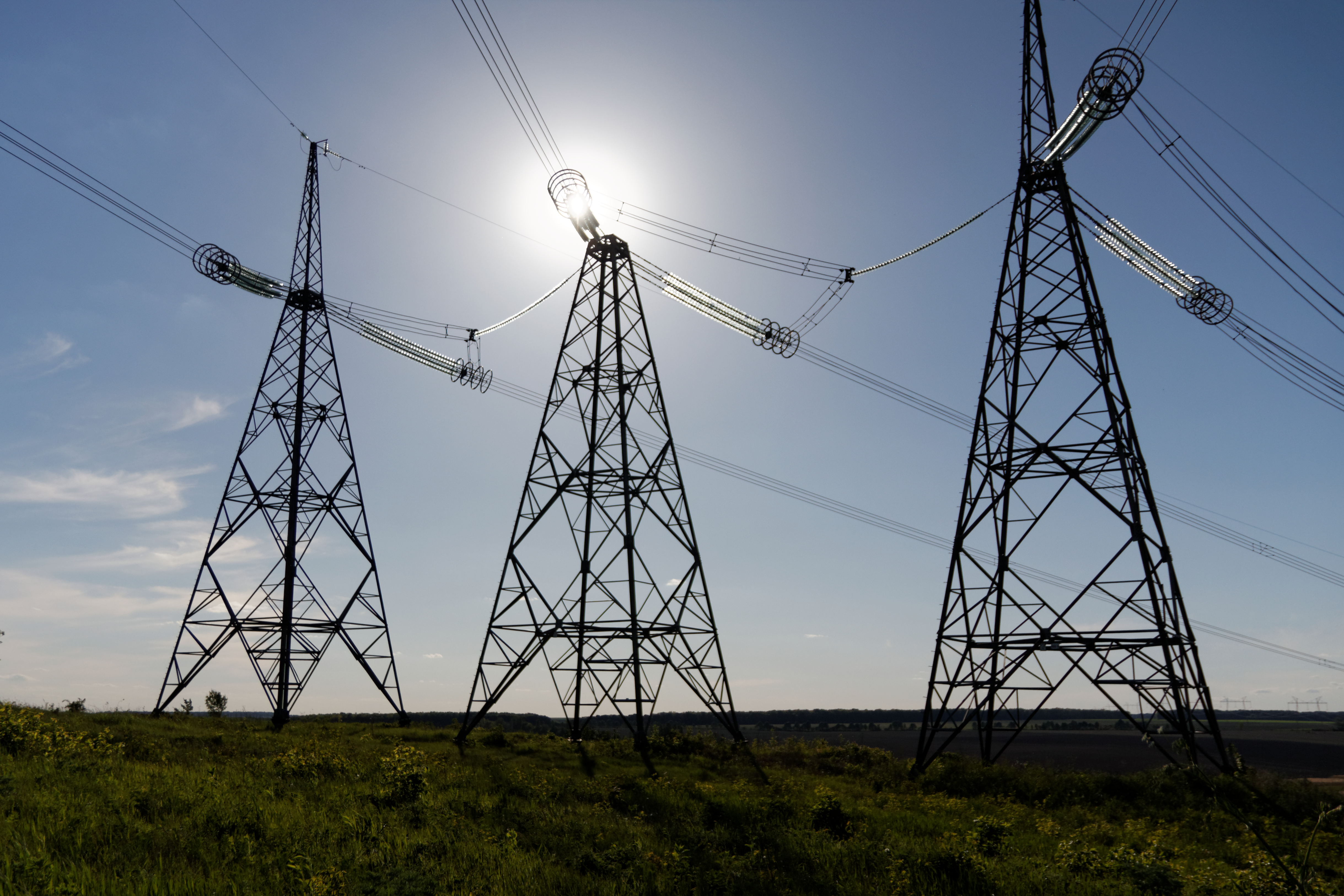
Анкерно-кутова опора ЛЕП 750 кВ Південноукраїнська АЕС-Вінниця

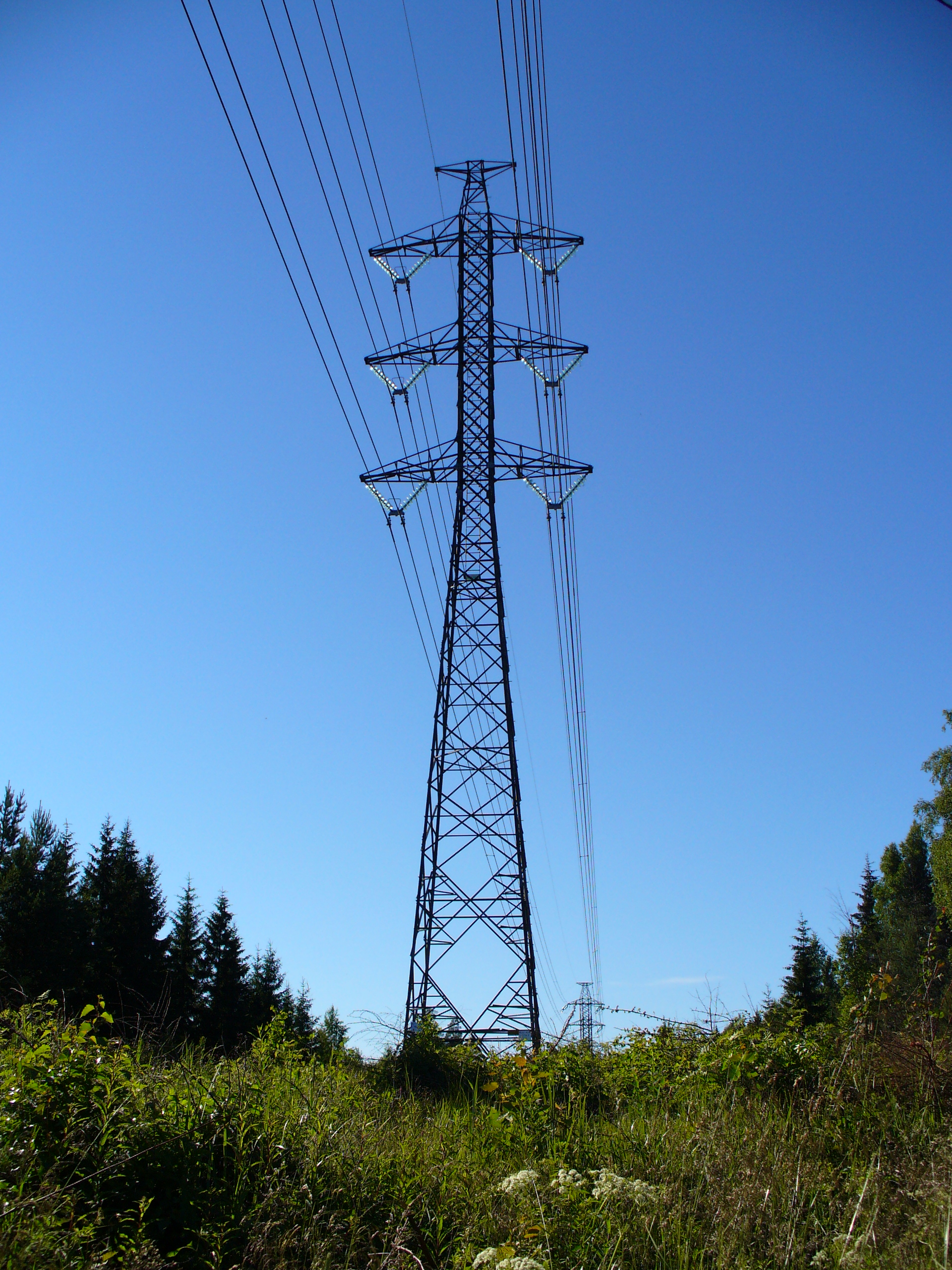
Опора ЛЕП поблизу Гельсінкі

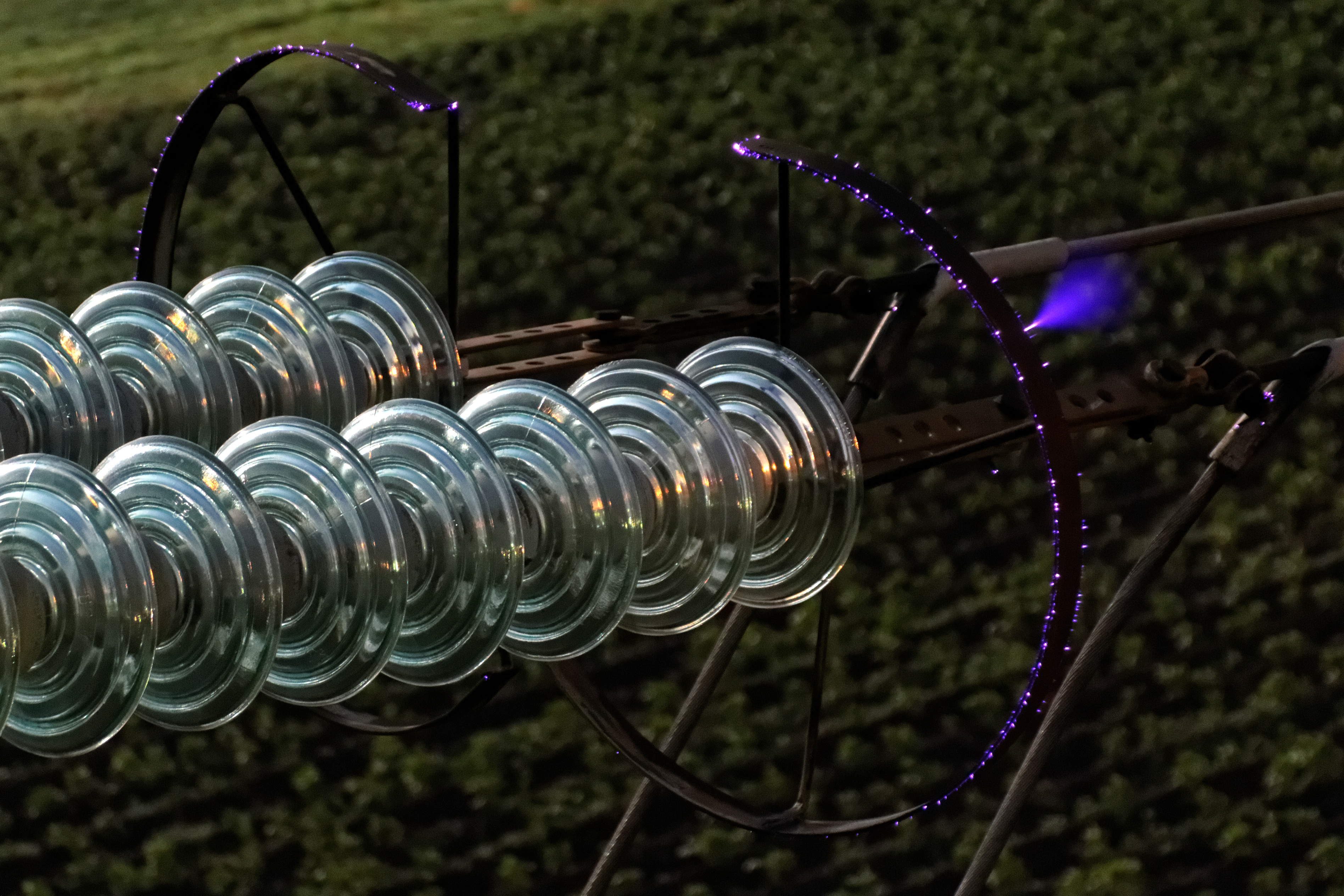
Коронний розряд на ЛЕП, 330 кВ

Лінія електропередачі (лінія електропересилання, лінія електропередавання, ЛЕП) — один з компонентів електричної мережі призначена для передачі електричної енергії.

## Історія створення ЛЕП
Можливість передачі електричних імпульсів на велику відстань була продемонстрована 14 липня 1729 фізиком Стівеном Грейєм. Він мав на меті показати, що можна передавати електроенергію за допомогою цього методу. У досліді використовували вологі мотузки із конопель, підвішені на шовкових нитках (про низький опір металевих провідників в той час не знали).
Проте першим практичним використанням повітряних ліній були дроти для телеграфів. У 1837 було створено першу комерційну лінію телеграфу протяжністю 13 миль (20 км). Передача електричної енергії була зроблена у 1882 році з допомогою першої ЛЕП між Мюнхеном і Місбахом. 1891 року було побудовано першу трифазну лінію змінного струму з нагоди Міжнародної виставки електроенергії у Франкфурті.                                                                          

## Фізичні характеристики ЛЕП

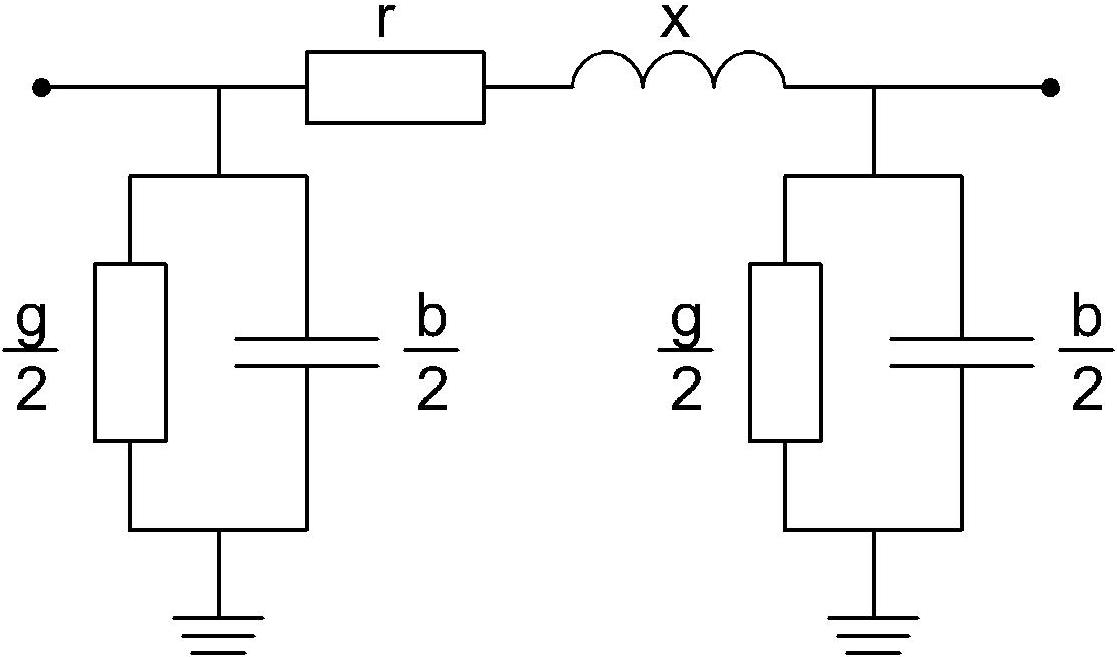
П-подібна схема заміщення ЛЕП

Кожна лінія електропередач фактично є металевим провідником з розподіленими параметрами, а саме:
- Імпедансу, що складається з активної та реактивної складової.
- Попереречної провідності.

Найточнішим представленням лінії є врахування одиничних параметрів, розподілених по всій довжині лінії. Однак практично для рівнів напруги до 330 кВ при довжині до 300 км, що використовують на сьогодні, достатнім є використання П-подібної схеми заміщення з нерозподіленими параметрами. Фактична похибка при використанні цієї схеми є несуттєвою та фактично не впливає на результат.
Зміст фізичних параметрів
- Активний опір — параметр описує опір металевого провідника, з якого виконана лінія.
- Реактивний опір — величина, що виникає під дією ЕРС самоіндукції та ЕРС взаємоіндукції, що протидіє самоіндукції. Залежить значною мірою від розташування фаз (прямо пропорційно) та радіусу проводів (обернено пропорційно). Також залежить від матеріалу, що застосовується. Має індуктивний характер. У кабельних ліній менше у 2-3 рази, ніж у повітряних через меншу відстань між провідниками.
- Активна провідність — величина, що обумовлюється втратами активної енергії через недосконалість ізоляції та на коронний розряд. Фактично може не враховуватись за нормальної вологості в мережах до 110 кВ та за будь-яких умов для мереж напругою менше 35 кВ через незначну величину.
- Ємнісна провідність — величина, що виникає як ємність між фазами та між фазою та землею. Ємність кабельних ліній є більшою через близькість фаз між собою та наявність металевих екранів. Не враховується у ПЛ 35 кВ та нижче.

Усі ці параметри, з огляду на стандартизацію матеріалів (алюміній або мідь), перерізів проводів та опор (зокрема стандартизоване розташування провідників відносно землі та один відносно одного), можуть бути знайдені у таблицях вже розраховані на певну довжину, як правило на 1 чи 100 км.
Окремої уваги потребують сталеві проводи, у яких реактивний опір змінюється залежно від струму, що протікає по них.

## В Україні
В Україні використовують наступні класи змінної напруги для передачі та розподілу електричної енергії:
- Низька напруга — 127/220 В, 230/400 В (раніше 220/380 В);
- Середня напруга — 6 кВ, 10 кВ, 20 кВ, 35 кВ,
- Висока напруга — 110 кВ, 150 кВ,
- Надвисока напруга — 220 кВ, 330 кВ, 400 кВ, 500 кВ, 750 кВ.

У 1962-2014 роках також існувала лінія постійної напруги 800 кВ (± 400 кВ) ПС Михайлівська — Волгоградська ГЕС (лінія «Волгоград — Донбас»).
Історично склалася ситуація, коли у різних регіонах існують свої класи напруг, які не є основними для ОЕС України. Зокрема у Луганській та Донецькій областях поширені мережі 220, 500 кВ, а у Західному регіоні 220 та 400 кВ, що пов'язано зі зв'язками між сусіжніми країнами, в яких такі напруги є типовими. Натомість у Дніпровському регіоні поширена напруга 150 кВ через те що це був історично перший клас напруги енергосистеми, яка будувалася на основі ДніпроГЕСу.

## Основні типи ліній електропередачі
Розрізняють кабельні та повітряні лінії електропередачі.
ЛЕП у кабельному виконанні найчастіше застосовується у населених пунктах та в разі потреби перетину таких перешкод, як залізнична колія або автодорога.
Високовольтні КЛ прокладаються на глибині понад 0,7 м та складаються, як правило, з однофазних ізольованих кабелів при напрузі понад 35 кВ та трифазних — при нижчих напругах.

### Кабельна лінія електропередачі
Кабельна лінія електропередачі (КЛ) — лінія для передачі електроенергії або окремих її імпульсів, що складається з одного або декількох паралельних кабелів із з'єднувальними, стопорними та кінцевими муфтами (закладення) і кріпильними деталями, а для маслонаповнених ліній, крім того, з підживлюючими апаратами і системою сигналізації тиску масла.
За класифікацією (за перерізом, матеріалом, тощо) кабельні лінії аналогічні повітряним лініям.

### Повітряна лінія електропередачі
Початком та кінцем ПЛ є лінійні портали або лінійні вводи РУ, а для відгалужень — відгалужувальна опора та лінійний портал або лінійний ввід РУ. В цьому разі натяжні ізолювальні підвіски, встановлені на лінійних порталах з боку ПЛ, а також усі затискачі, закріплені на проводах ПЛ, належать до ПЛ. Лінійні портали з натяжними ізолювальними підвісками з боку підстанцій, петлі на цих порталах, спуски з проводів ПЛ до різного обладнання (комутаційних апаратів, розрядників, конденсаторів зв'язку та ін.), а також високочастотні загороджувачі не належать до ПЛ.

## Високовольтні лінії постійного струму
Високовольтна лінія постійного струму — це система передавання електричної енергії, що використовує постійний струм на відміну від поширеніших систем змінного струму. У повітряних лініях здатність передачі електроенергії при роботі постійним струмом приблизно на 40 % вища, ніж при роботі змінним струмом при однаковій напрузі. У кабельних лініях втрати при передачі становлять 3,5 % на 1000 км, що приблизно на 50 % менше, ніж по лінії змінного струму (6,7 %) при тій самій напрузі.

## Галерея

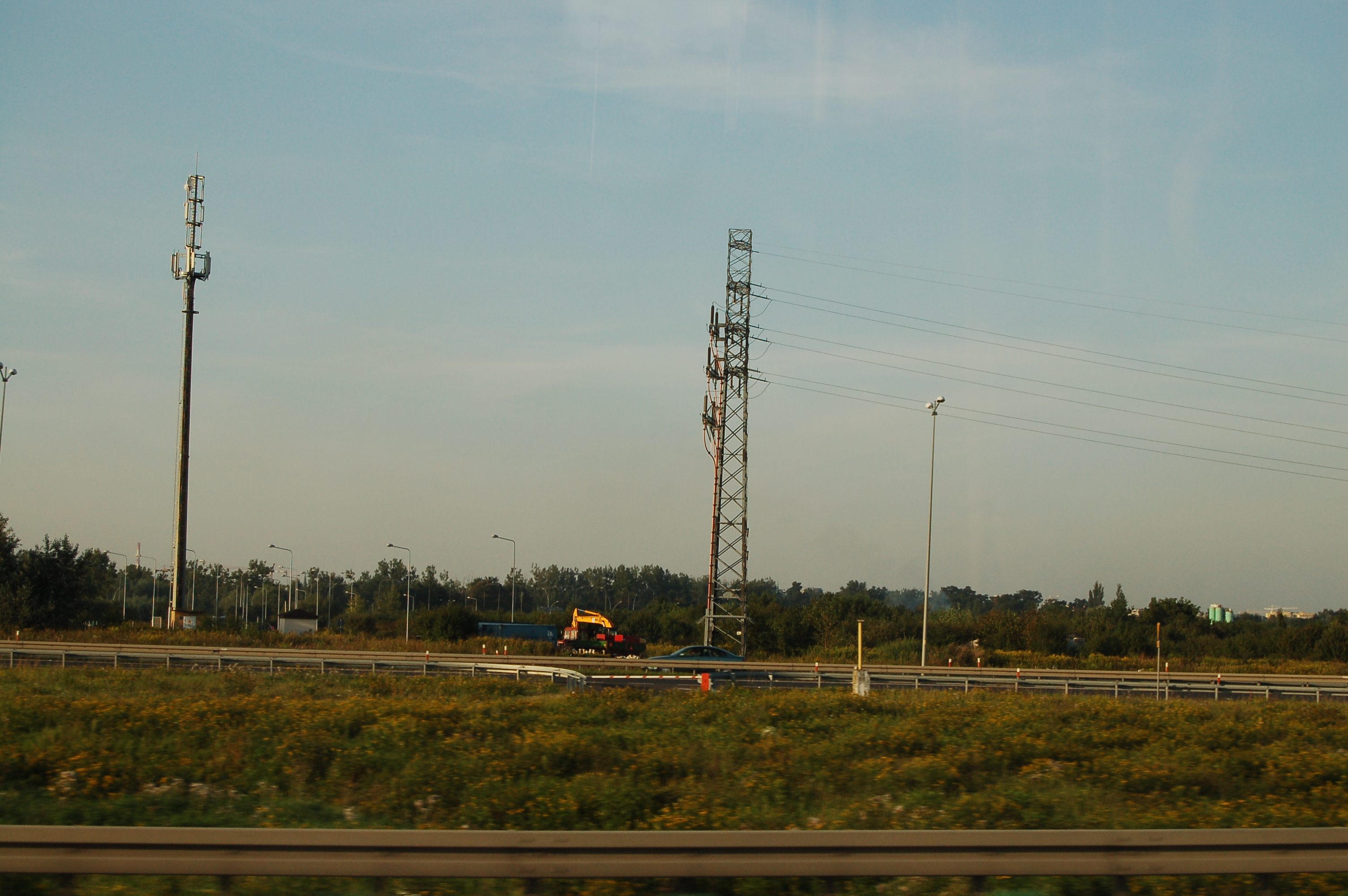
Перехід ПЛ в КЛ, Польща
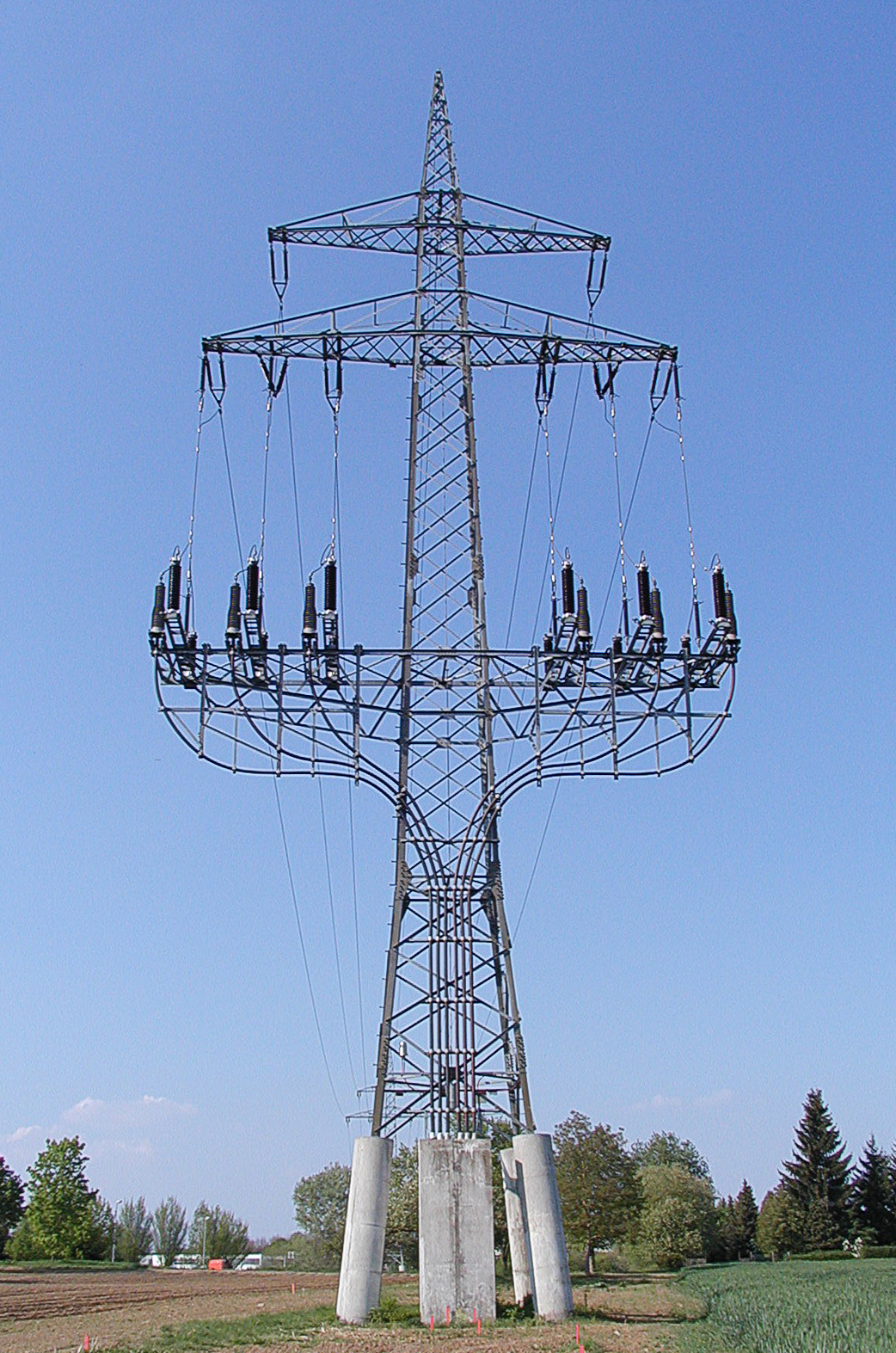
Інший варіант переходу ПЛ в КЛ
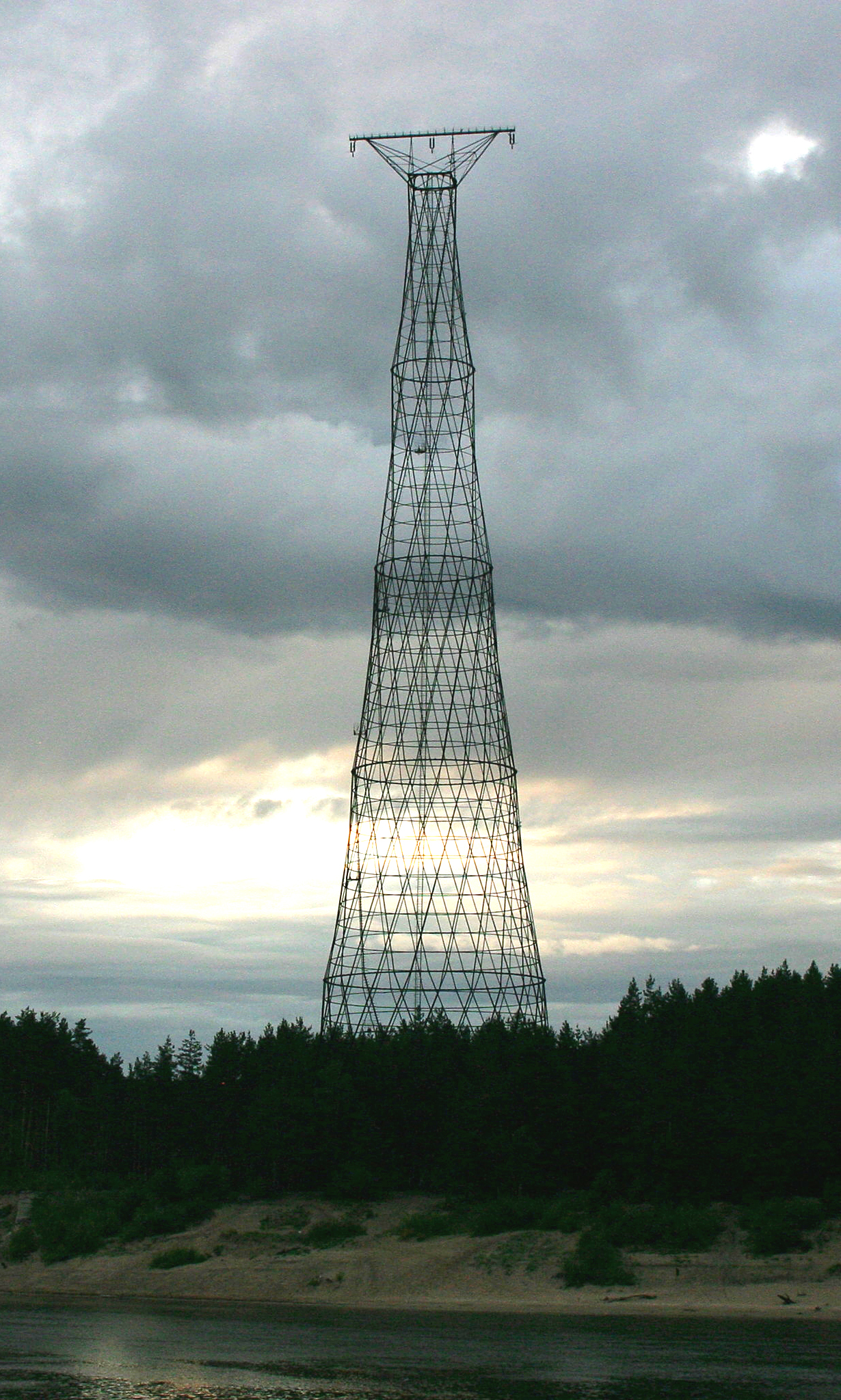
Гіперболоїдна опора переходу ЛЕП через Оку в передмісті Нижнього Новгорода. Проект В.Г. Шухова 1929 року
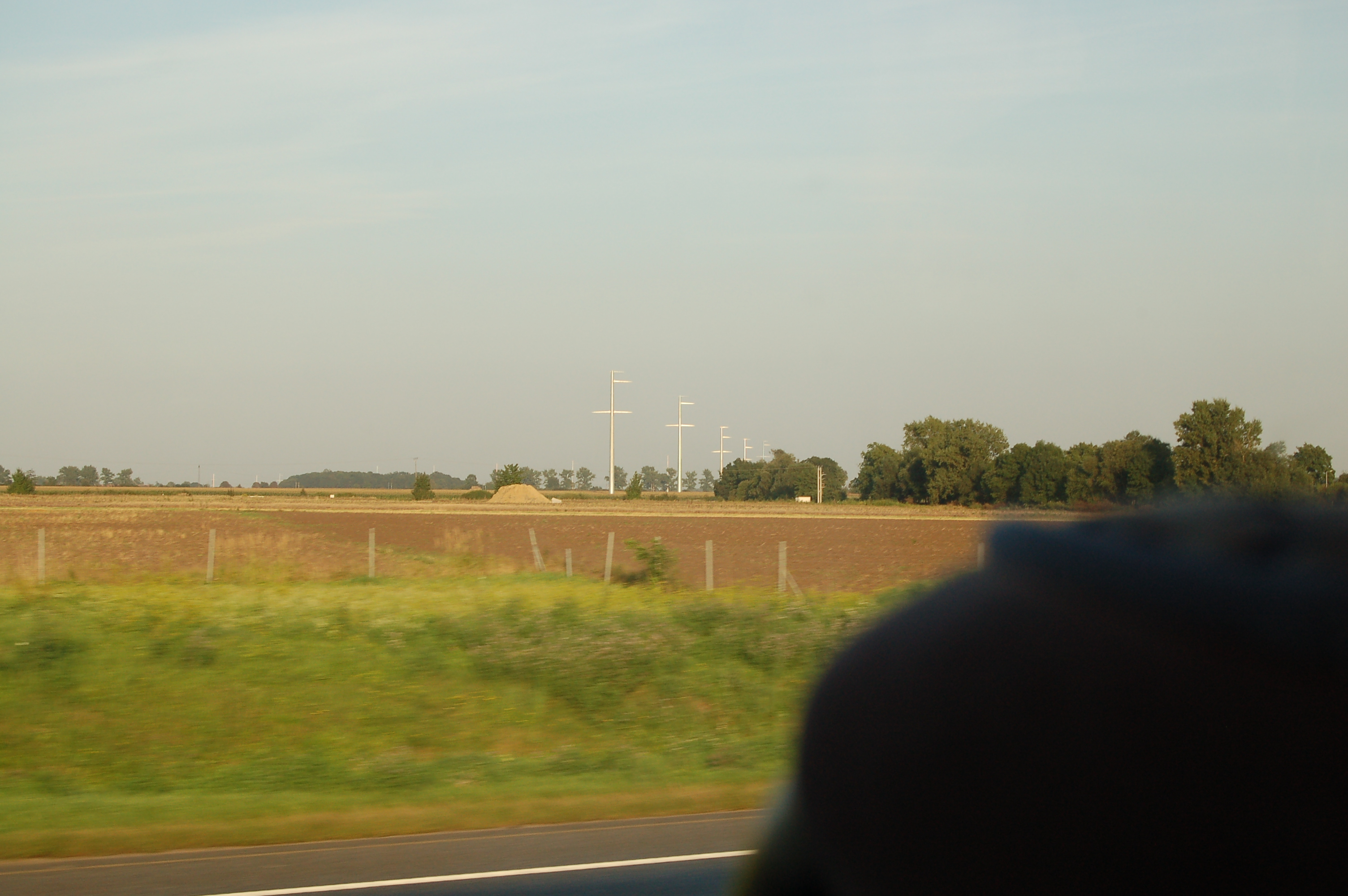
Сталева опора циліндричного типу, Польща